# FIA-Formel-2-Rennwochenende in Großbritannien 2024
Das FIA-Formel-2-Rennwochenende in Großbritannien 2024 war der achte Lauf der FIA-Formel-2-Meisterschaft 2024 und fand vom 5. bis 7. Juli auf dem Silverstone Circuit in Silverstone statt.

## Meldeliste
Alle Teams und Fahrer verwendeten das Dallara-Chassis F2 2024, 3,4-Liter-V634-Turbomotoren von Renault-Mecachrome und Reifen von Pirelli.
| Team                  | Nr. | Fahrer                | Chassis         | Motor             | Reifen |
| --------------------- | --- | --------------------- | --------------- | ----------------- | ------ |
| ART Grand Prix        | 01  | Victor Martins        | Dallara F2 2024 | Mecachrome 3.4 V6 | P      |
| ART Grand Prix        | 02  | Zak O’Sullivan        | Dallara F2 2024 | Mecachrome 3.4 V6 | P      |
| Prema Racing          | 03  | Oliver Bearman        | Dallara F2 2024 | Mecachrome 3.4 V6 | P      |
| Prema Racing          | 04  | Andrea Kimi Antonelli | Dallara F2 2024 | Mecachrome 3.4 V6 | P      |
| Rodin Motorsport      | 05  | Zane Maloney          | Dallara F2 2024 | Mecachrome 3.4 V6 | P      |
| Rodin Motorsport      | 06  | Ritomo Miyata         | Dallara F2 2024 | Mecachrome 3.4 V6 | P      |
| DAMS Lucas Oil        | 07  | Jak Crawford          | Dallara F2 2024 | Mecachrome 3.4 V6 | P      |
| DAMS Lucas Oil        | 08  | Juan Manuel Correa    | Dallara F2 2024 | Mecachrome 3.4 V6 | P      |
| Invicta Racing        | 09  | Kush Maini            | Dallara F2 2024 | Mecachrome 3.4 V6 | P      |
| Invicta Racing        | 10  | Gabriel Bortoleto     | Dallara F2 2024 | Mecachrome 3.4 V6 | P      |
| MP Motorsport         | 11  | Dennis Hauger         | Dallara F2 2024 | Mecachrome 3.4 V6 | P      |
| MP Motorsport         | 12  | Franco Colapinto      | Dallara F2 2024 | Mecachrome 3.4 V6 | P      |
| Van Amersfoort Racing | 14  | Enzo Fittipaldi       | Dallara F2 2024 | Mecachrome 3.4 V6 | P      |
| Van Amersfoort Racing | 15  | Rafael Villagómez     | Dallara F2 2024 | Mecachrome 3.4 V6 | P      |
| Hitech Pulse-Eight    | 16  | Amaury Cordeel        | Dallara F2 2024 | Mecachrome 3.4 V6 | P      |
| Hitech Pulse-Eight    | 17  | Paul Aron             | Dallara F2 2024 | Mecachrome 3.4 V6 | P      |
| Campos Racing         | 20  | Isack Hadjar          | Dallara F2 2024 | Mecachrome 3.4 V6 | P      |
| Campos Racing         | 21  | Josep Maria Martí     | Dallara F2 2024 | Mecachrome 3.4 V6 | P      |
| Trident               | 22  | Richard Verschoor     | Dallara F2 2024 | Mecachrome 3.4 V6 | P      |
| Trident               | 23  | Roman Staněk          | Dallara F2 2024 | Mecachrome 3.4 V6 | P      |
| AIX Racing            | 24  | Joshua Dürksen        | Dallara F2 2024 | Mecachrome 3.4 V6 | P      |
| AIX Racing            | 25  | Taylor Barnard        | Dallara F2 2024 | Mecachrome 3.4 V6 | P      |

## Klassifikationen

### Qualifying
| Pos.                                                                                     | Fahrer                | Team                  | Zeit     | SPR | HAU |
| ---------------------------------------------------------------------------------------- | --------------------- | --------------------- | -------- | --- | --- |
| 01                                                                                       | Isack Hadjar          | Campos Racing         | M:SS,sss | 10  | 01  |
| 02                                                                                       | Victor Martins        | ART Grand Prix        | M:SS,sss | 09  | 02  |
| 03                                                                                       | Dennis Hauger         | MP Motorsport         | M:SS,sss | 08  | 03  |
| 04                                                                                       | Franco Colapinto      | MP Motorsport         | M:SS,sss | 07  | 04  |
| 05                                                                                       | Oliver Bearman        | Prema Racing          | M:SS,sss | 06  | 05  |
| 06                                                                                       | Gabriel Bortoleto     | Invicta Racing        | M:SS,sss | 05  | 06  |
| 07                                                                                       | Jak Crawford          | DAMS Lucas Oil        | M:SS,sss | 04  | 07  |
| 08                                                                                       | Kush Maini            | Invicta Racing        | M:SS,sss | 03  | 08  |
| 09                                                                                       | Zane Maloney          | Rodin Motorsport      | M:SS,sss | 02  | 09  |
| 10                                                                                       | Andrea Kimi Antonelli | Prema Racing          | M:SS,sss | 01  | 10  |
| 11                                                                                       | Ritomo Miyata         | Rodin Motorsport      | M:SS,sss | 11  | 11  |
| 12                                                                                       | Paul Aron             | Hitech Pulse-Eight    | M:SS,sss | 12  | 12  |
| 13                                                                                       | Richard Verschoor     | Trident               | M:SS,sss | 13  | 13  |
| 14                                                                                       | Zak O’Sullivan        | ART Grand Prix        | M:SS,sss | 14  | 14  |
| 15                                                                                       | Juan Manuel Correa    | DAMS Lucas Oil        | M:SS,sss | 15  | 15  |
| 16                                                                                       | Joshua Dürksen        | AIX Racing            | M:SS,sss | 16  | 16  |
| 17                                                                                       | Rafael Villagómez     | Van Amersfoort Racing | M:SS,sss | 17  | 17  |
| 18                                                                                       | Amaury Cordeel        | Hitech Pulse-Eight    | M:SS,sss | 18  | 18  |
| 19                                                                                       | Josep Maria Martí     | Campos Racing         | M:SS,sss | 19  | 19  |
| 20                                                                                       | Enzo Fittipaldi       | Van Amersfoort Racing | M:SS,sss | 20  | 20  |
| 21                                                                                       | Taylor Barnard        | AIX Racing            | M:SS,sss | 21  | 21  |
| 22                                                                                       | Roman Staněk          | Trident               | M:SS,sss | 22  | 22  |
| 107-Prozent-Zeit: 1:46,324 min (bezogen auf die Pole-Position-Bestzeit von 1:39,368 min) |                       |                       |          |     |     |
| Quelle:                                                                                  |                       |                       |          |     |     |

### Sprintrennen
| Pos.                                                                                  | Fahrer                | Team                  | Runden | Zeit        | Start | Schnellste Runde |
| ------------------------------------------------------------------------------------- | --------------------- | --------------------- | ------ | ----------- | ----- | ---------------- |
| 01                                                                                    | Andrea Kimi Antonelli | Prema Racing          | 21     | 1:02:34,856 | 01    | 2:01,267 (18.)   |
| 02                                                                                    | Zane Maloney          | Rodin Motorsport      | 21     | + 8,683     | 02    | 2:02,201 (18.)   |
| 03                                                                                    | Kush Maini            | Invicta Racing        | 21     | + 11,257    | 03    | 2:02,345 (19.)   |
| 04                                                                                    | Gabriel Bortoleto     | Invicta Racing        | 21     | + 15,895    | 05    | 2:02,266 (19.)   |
| 05                                                                                    | Franco Colapinto      | MP Motorsport         | 21     | + 18,064    | 07    | 2:02,665 (18.)   |
| 06                                                                                    | Jak Crawford          | DAMS Lucas Oil        | 21     | + 18,791    | 04    | 2:03,416 (18.)   |
| 07                                                                                    | Dennis Hauger         | MP Motorsport         | 21     | + 20,191    | 08    | 2:02,979 (19.)   |
| 08                                                                                    | Roman Staněk          | Trident               | 21     | + 20,932    | 22    | 2:02,339 (19.)   |
| 09                                                                                    | Taylor Barnard        | AIX Racing            | 21     | + 21,367    | 21    | 2:02,223 (20.)   |
| 10                                                                                    | Ritomo Miyata         | Rodin Motorsport      | 21     | + 24,232    | 11    | 2:03.436 (18.)   |
| 11                                                                                    | Richard Verschoor     | Trident               | 21     | + 25;773    | 13    | 2:03,135 (18.)   |
| 12                                                                                    | Juan Manuel Correa    | DAMS Lucas Oil        | 21     | + 28,071    | 15    | 2:03,197 (20.)   |
| 13                                                                                    | Enzo Fittipaldi       | Van Amersfoort Racing | 21     | + 29,749    | 20    | 2:03,293 (20.)   |
| 14                                                                                    | Rafael Villagómez     | Van Amersfoort Racing | 21     | + 32,521    | 17    | 2:03,799 (20.)   |
| 15                                                                                    | Amaury Cordeel        | Hitech Pulse-Eight    | 21     | + 33,104    | 18    | 2:03,787 (19.)   |
| 16                                                                                    | Joshua Dürksen        | AIX Racing            | 21     | + 33,960    | 16    | 2:02,501 (21.)   |
| –                                                                                     | Zak O’Sullivan        | ART Grand Prix        | 16     | DNF         | 14    | 2:03,277 (15.)   |
| –                                                                                     | Victor Martins        | ART Grand Prix        | 15     | DNF         | 09    | 2:03,907 (14.)   |
| –                                                                                     | Oliver Bearman        | Prema Racing          | 14     | DNF         | 06    | 2:03,846 (14.)   |
| –                                                                                     | Paul Aron             | Hitech Pulse-Eight    | 07     | DNF         | 12    | 2:09,092 (02.)   |
| –                                                                                     | Josep Maria Martí     | Campos Racing         | 07     | DNF         | 19    | 2:09,082 (02.)   |
| –                                                                                     | Isack Hadjar          | Campos Racing         | 07     | DNF         | 10    | 2:09,131 (02.)   |
| Schnellste Rennrunde, die für Punkte berechtigt ist: Andrea Kimi Antonelli (2:01,267) |                       |                       |        |             |       |                  |
| Quelle:                                                                               |                       |                       |        |             |       |                  |

Anmerkungen
1. ↑  Gabriel Bortoleto erhielt eine Fünf-Sekunden-Strafe (Abkürzen), die auf die Endzeit aufaddiert wurde; er verlor eine Position im Endresultat.

### Hauptrennen
| Pos.                                                                             | Fahrer                | Team                  | Runden | Zeit       | Start | Schnellste Runde |
| -------------------------------------------------------------------------------- | --------------------- | --------------------- | ------ | ---------- | ----- | ---------------- |
| 01                                                                               | Isack Hadjar          | Campos Racing         | 29     | 54:48,351  | 01    | 1:42,926 (26.)   |
| 02                                                                               | Zane Maloney          | Rodin Motorsport      | 29     | + 1,657    | 09    | 1:43,081 (26.)   |
| 03                                                                               | Jak Crawford          | DAMS Lucas Oil        | 29     | + 1,822    | 07    | 1:42,690 (26.)   |
| 04                                                                               | Franco Colapinto      | MP Motorsport         | 29     | + 11,991   | 04    | 1:41,357 (25.)   |
| 05                                                                               | Victor Martins        | ART Grand Prix        | 29     | + 12,228   | 02    | 1:43,100 (07.)   |
| 06                                                                               | Gabriel Bortoleto     | Invicta Racing        | 29     | + 14,510   | 06    | 1:43,212 (27.)   |
| 07                                                                               | Oliver Bearman        | Prema Racing          | 29     | + 17,478   | 05    | 1:43,731 (14.)   |
| 08                                                                               | Enzo Fittipaldi       | Van Amersfoort Racing | 29     | + 17,990   | 20    | 1:43,480 (27.)   |
| 09                                                                               | Dennis Hauger         | MP Motorsport         | 29     | + 23,192   | 03    | 1:43,346 (13.)   |
| 10                                                                               | Josep Maria Martí     | Campos Racing         | 29     | + 26,778   | 19    | 1:42,071 (24.)   |
| 11                                                                               | Zak O’Sullivan        | ART Grand Prix        | 29     | + 32,662   | 14    | 1:42,699 (25.)   |
| 12                                                                               | Paul Aron             | Hitech Pulse-Eight    | 29     | + 33,270   | 12    | 1:42,908 (29.)   |
| 13                                                                               | Richard Verschoor     | Trident               | 29     | + 34,951   | 13    | 1:44,099 (12.)   |
| 14                                                                               | Taylor Barnard        | AIX Racing            | 29     | + 37,294   | 21    | 1:43,543 (25.)   |
| 15                                                                               | Amaury Cordeel        | Hitech Pulse-Eight    | 29     | + 42,346   | 18    | 1:42,527 (25.)   |
| 16                                                                               | Rafael Villagómez     | Van Amersfoort Racing | 29     | + 45,649   | 17    | 1:42,780 (27.)   |
| 17                                                                               | Ritomo Miyata         | Rodin Motorsport      | 29     | + 46,539   | 11    | 1:42,893 (23.)   |
| 18                                                                               | Roman Staněk          | Trident               | 29     | + 50,783   | 22    | 1:42,140 (25.)   |
| 19                                                                               | Kush Maini            | Invicta Racing        | 29     | + 1:12,301 | 08    | 1:42,259 (25.)   |
| 20                                                                               | Juan Manuel Correa    | DAMS Lucas Oil        | 29     | + 1:37.471 | 15    | 1:43,208 (26.)   |
| –                                                                                | Joshua Dürksen        | AIX Racing            | 02     | DNF        | 16    | 2:33,990 (LL.)   |
| –                                                                                | Andrea Kimi Antonelli | Prema Racing          | 0      | DNF        | 10    | keine Zeit       |
| Schnellste Rennrunde, die für Punkte berechtigt ist: Franco Colapinto (1:41,357) |                       |                       |        |            |       |                  |
| Quelle:                                                                          |                       |                       |        |            |       |                  |

Anmerkungen
1. ↑  Jak Crawford erhielt eine Fünf-Sekunden-Strafe (Unsicheres Losfahren nach einem Boxenstopp), die auf die Endzeit aufaddiert wurde; er verlor zwei Positionen im Endresultat.
2. ↑  Kush Maini erhielt zwei Fünf-Sekunden-Strafen (mehrmaliges Abkürzen) und eine Zehn-Sekunden-Strafe (Verursachung eines Unfalles), die auf die Endzeit aufaddiert wurde; er verlor keine Positionen im Endresultat.
3. ↑  Juan Manuel Correa erhielt eine Fünf-Sekunden-Strafe (unsichere Fahrweise), die auf die Endzeit aufaddiert wurde; er verlor keine Positionen im Endresultat.

## Meisterschafts-Stände nach dem Rennwochenende
Beim Hauptrennen (HAU) bekamen die ersten Zehn des Rennens 25, 18, 15, 12, 10, 8, 6, 4, 2 bzw. 1 Punkt(e). Beim Sprintrennen (SPR) erhielten die ersten Acht des Rennens 10, 8, 6, 5, 4, 3, 2 bzw. 1 Punkt(e). Die zusätzlichen zwei Punkte für die Pole-Position im Hauptrennen gingen an Isack Hadjar, der Extrapunkt für die schnellste Rennrunde wurde an Franco Colapinto (HAU) sowie Andrea Kimi Antonelli (SPR) vergeben.

### Fahrerwertung
| Pos. | Fahrer                | Team                  | Punkte |
| ---- | --------------------- | --------------------- | ------ |
| 01   | Isack Hadjar          | Campos Racing         | 133    |
| 02   | Paul Aron             | Hitech Pulse-Eight    | 117    |
| 03   | Zane Maloney          | Rodin Motorsport      | 101    |
| 04   | Gabriel Bortoleto     | Invicta Racing        | 98     |
| 05   | Franco Colapinto      | MP Motorsport         | 92     |
| 06   | Jak Crawford          | DAMS Lucas Oil        | 84     |
| 07   | Dennis Hauger         | MP Motorsport         | 66     |
| 08   | Andrea Kimi Antonelli | Prema Racing          | 59     |
| 09   | Kush Maini            | Invicta Racing        | 58     |
| 10   | Enzo Fittipaldi       | Van Amersfoort Racing | 48     |
| 11   | Zak O’Sullivan        | ART Grand Prix        | 42     |

| Pos. | Fahrer             | Team                  | Punkte |
| ---- | ------------------ | --------------------- | ------ |
| 12   | Josep Maria Martí  | Campos Racing         | 38     |
| 13   | Oliver Bearman     | Prema Racing          | 34     |
| 14   | Victor Martins     | ART Grand Prix        | 31     |
| 15   | Juan Manuel Correa | DAMS Lucas Oil        | 30     |
| 16   | Amaury Cordeel     | Hitech Pulse-Eight    | 25     |
| 17   | Joshua Dürksen     | AIX Racing            | 24     |
| 18   | Ritomo Miyata      | Rodin Motorsport      | 19     |
| 19   | Richard Verschoor  | Trident               | 17     |
| 20   | Roman Staněk       | Trident               | 14     |
| 21   | Taylor Barnard     | AIX Racing            | 14     |
| 22   | Rafael Villagómez  | Van Amersfoort Racing | 8      |

### Teamwertung
| Pos. | Konstrukteur       | Punkte |
| ---- | ------------------ | ------ |
| 01   | Campos Racing      | 171    |
| 02   | MP Motorsport      | 158    |
| 03   | Invicta Racing     | 156    |
| 04   | Hitech Pulse-Eight | 142    |
| 05   | Rodin Motorsport   | 120    |
| 06   | DAMS Lucas Oil     | 114    |

| Pos. | Konstrukteur          | Punkte |
| ---- | --------------------- | ------ |
| 07   | Prema Racing          | 93     |
| 08   | ART Grand Prix        | 73     |
| 09   | Van Amersfoort Racing | 56     |
| 10   | AIX Racing            | 38     |
| 11   | Trident               | 31     |